# Мельники-Мостище
Мельники-Мостище — село в Україні, у Камінь-Каширській громаді Камінь-Каширського району Волинської області. Населення становить 756 осіб.

## Географія
Село розташоване на правому березі річки Турії. Поруч з селом розташований гідрологічний заказник місцевого значення Турський.

## Історія
У 1906 році село Хотешівської волості Ковельського повіту Волинської губернії. Відстань від повітового міста 57 верст, від волості 6. Дворів 42, мешканців 373.

## Населення
Згідно з переписом УРСР 1989 року чисельність наявного населення села становила 817 осіб, з яких 409 чоловіків та 408 жінок.
За переписом населення України 2001 року в селі мешкали 753 особи.

### Мова
Розподіл населення за рідною мовою за даними перепису 2001 року:
| Мова       | Відсоток |
| ---------- | -------- |
| українська | 99,87 %  |
| російська  | 0,13 %   |